# Responsgrupp
Responsgrupp är ett arbetssätt som används främst i samband med skrivandet av texter. Metoden går ut på att en grupp skribenter tar del av varandras texter och både får och ger återkoppling på dem. Metoden lämpar sig både i det akademiska livet såväl som i det privata eller på arbetsplatsen.

## Fördelar
Genom att låta någon utomstående granska text och lämna synpunkter, eventuella andra tolkningar och förslag på ändringar får skribenten en möjlighet att till förslag på förbättringar. Samtidigt som texten har en chans att bli mer kvalitativ får författaren även en möjlighet att utvecklas som skribent och också lära sig att lyssna på andras åsikter och att ge konstruktiv kritik. 

## Utförande
För att få ut mesta möjliga av detta arbetssätt bör gruppen bestå av minst tre och max fem personer. Givetvis ska antalet medlemmar i gruppen anpassas efter syftet med den. Viktigt är att medlemmarna i gruppen är bekanta med den typ av text man skriver så att responsen kan ske på ett tillfredsställande sätt.
Det finns många olika sätt att tillämpa den här metoden, men vilket man väljer bestämmer man givetvis själv. Förutom den mest traditionella varianten där man träffas personligen kan man även sköta det via e-post eller diskussionsforum på internet. Fördelen med det senare är att tid och rum inte utgör någon bestämmande faktor. De praktiska fördelarna blir i det här fallet större då man inte behöver ta hänsyn till var man befinner sig eller när man kan arbeta med texterna.